# Costa della Principessa Marta
La costa della Principessa Marta (centrata alle coordinate 72°00′S 7°30′W) è una parte della costa della Terra della Regina Maud, in Antartide. In particolare, la costa della Principessa Marta si estende tra il meridiano 5°E, a est, e il fronte del ghiacciaio Stancomb-Wills (75°18′S 19°00′W), a ovest, e confina quindi a est con la costa della Principessa Astrid e a ovest con la costa di Caird (e quindi con la Terra di Coats).
Non tutti i paesi ritengono validi i confini sopraccitati, nel 1973, infatti, il ministero dell'industria della Norvegia, che rivendica il possesso della Terra della Regina Maud, fissò i confini della costa della Principessa Marta in corrispondenza della lingua di ghiaccio Troll (69°30′S 0°30′W), a est, e del meridiano 20°W, a ovest.
La maggior parte del fronte della costa della Principessa Marta è occupata da piattaforme glaciali. Da est a ovest, sono presenti: la piattaforma di ghiaccio Fimbul, estesa tra le longitudini 3°E e 3°W, la piattaforma di ghiaccio Jelbart, centrata alle coordinate 69°30′S 0°30′W, la piattaforma di ghiaccio Ekström, estesa tra le longitudini 6°40'W e 10°00'W, la piattaforma di ghiaccio Quar, che si protrae dalla longitudine 10°00'W alla longitudine 12°18'W, e la piattaforma di ghiaccio Riiser-Larsen che, coi suoi 400 km, partendo dalla longitudine 12°18'W arriva fino ai 20°45'W, quindi oltre il confine della regione.

## Storia

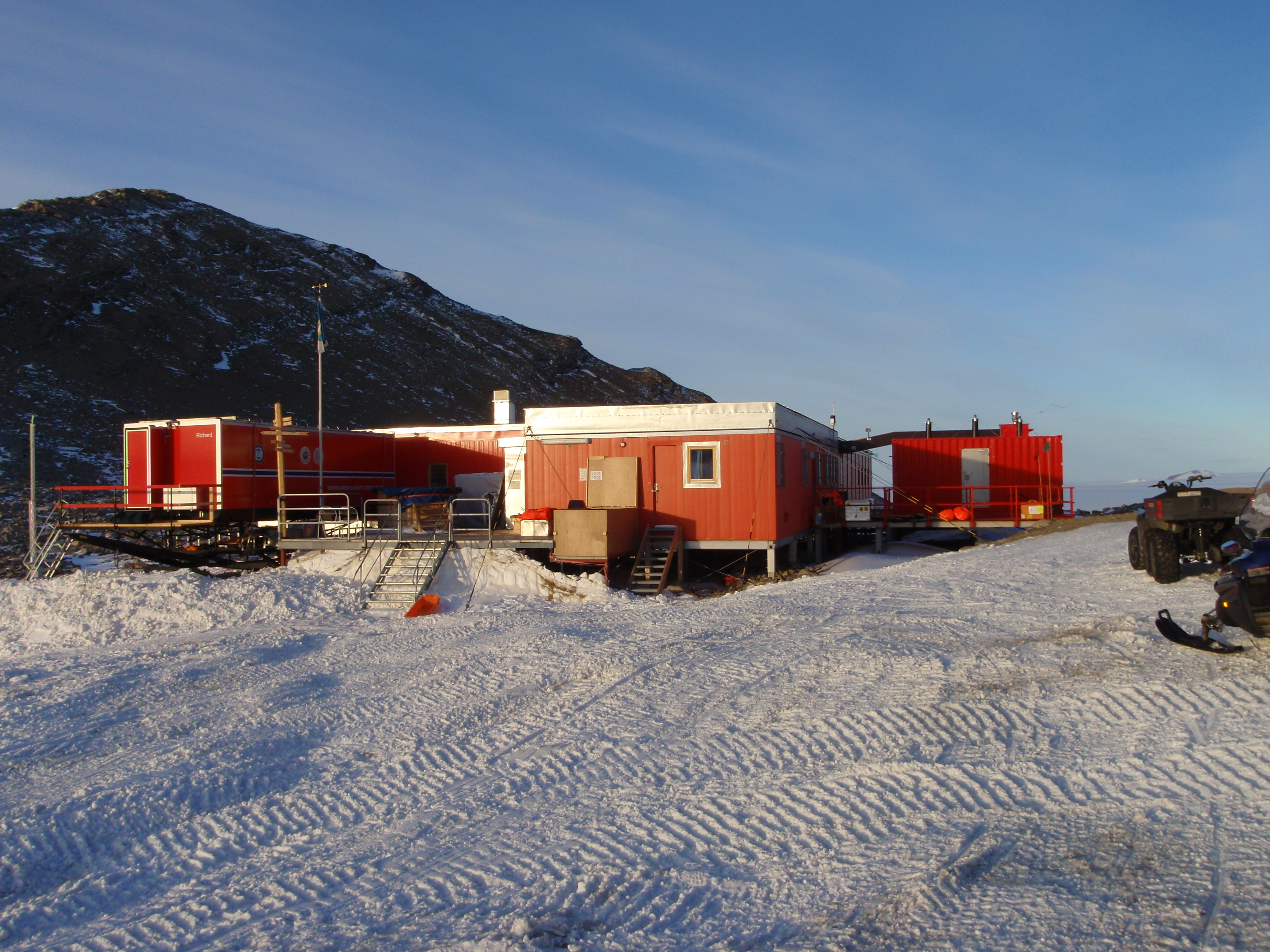
La stazione di ricerca norvegese Troll.

La costa della Principessa Marta è stata la prima porzione di costa del continente antartico mai avvistata dall'uomo. Tale scoperta venne fatta da Fabian von Bellingshausen e Mikhail Lazarev nel 1820.
La costa fu battezzata in onore della principessa Marta di Svezia, moglie del futuro re di Norvegia Olav V, da parte del capitano Hjalmar Riiser-Larsen quando questi scoprì, durante un volo di ricognizione effettuato dalla nave Norvegia nel febbraio 1930, la parte di costa nelle vicinanze di capo Norvegia (71°20′S 12°18′W).
Il settore a est del meridiano 18°W fu parte della Nuova Svevia, territorio esplorato e rinominato dalla Germania tra il 1938 e il 1939.
In questa regione sono presenti tre basi di ricerca permanenti: la tedesca Neumayer III, la sudafricana SANAE IV e la norvegese Troll. Le basi non permanenti sono la finlandese Aboa, a svedese Wasa e la tedesca Kohnen. Stando ai confini definiti dalla Norvegia, sia la Stazione Kohnen che la Stazione Troll non sono situate nella costa della Principessa Marta ma in quella della Principessa Astrid.